# 成都地铁11号线
成都地铁11号线是位于四川成都的一条规划中地铁线，原是东北-西南走向，曾用做成都地铁6号线三期工程的工程名。在《成都市城市轨道交通线网规划》（2021版）中，是一条远期规划线路，线路为东西走向，与成都地铁2号线东、中段和27号线西段平行，东起龙泉驿区，西至温江区。目前未纳入建设规划。